# Женска фудбалска репрезентација Обале Слоноваче
Женска фудбалска репрезентација Обале Слоноваче (фр. Équipe de Côte d'Ivoire féminine de football) је национални фудбалски тим који представља Обалу Слоноваче на међународним такмичењима и под контролом је Фудбалског савеза Обале Слоноваче (ФИФ) (фр. Fédération Ivoirienne de Football, FIF), владајућег тела за фудбал у Обали Слоноваче..
Свој први међународни меч одиграле су 1988. године Тим је тренутно 64. на ФИФА женској светској ранг листи и као 6. најбољи тим у КАФ-у.

## Историја
Године 1985. веома мало земаља на свету је имала женску фудбалску репрезентацију,  Обала Слоноваче није играла своју прву утакмицу признату од стране ФИФА до 1988. године  када су учествовале на женском ФИФА турниру по позиву 1988. године, у групи А. Првог јуна изгубили су од Холандије са 0 : 3 у утакмици у Фошану, Кина. Трећег јуна изгубили су од репрезентације Канаде са 0 : 6 такоше у Фошану. У утакмици 5. јуна изгубили су од Кине са 1 : 8 у утакмици у Гуангџоу. Током 1992. године такмичиле су се на 1. Лионском купу — жене, одржаном у Лиону у Француској од 17. до 20. априла. У групи су изгубили од У20 тима Сједињених Држава 0 : 4, изгубили од тима ЦИС 0 : 3 и изгубили од Француске 1 : 6. Затим 2002. године тим се такмичио у 2 меча, а 2003. и 2004. године нису играле ни једну утакмицу. Двехиљаде пете одиграли су 3 утакмице. а 2006. одиграли су 2 утакмице. У 2006. тим је имао 3 тренинга недељно. Године 2005. играле су у женском турниру Тоурнои де Солидарите у Дакару, Сенегал. Осамнаестог маја изгубили су од Малија са 1 : 6, 20. маја играле нерешено су Сенегалом 3 : 3. Нису ушли у финале и на крају су завршили на последњем месту. 17. маја 2006. у Дакару, Того је играо нерешеноса Обалом Слоноваче са 3 : 3. 2007. године, екипа се такмичила на „Тоурнои де Цинк Нејшонс” одржаном у Уагадугу. 2. септембра играле су нерешено са репрезентацијом Малија 1 : 1, где је Рита Акафу постигла гол за тим у 65. минуту. Петог септембра су победили Того са 5 : 0 пре него што је Того дисквалификован из такмичења због довођења клупског тима. Шестог септембра су изгубили од Малија са 1 : 2. 2010. године, Обала Слоноваче је имала тим на афричком женском првенству током прелиминарних рунди. У групи су победили Гвинеју са 5 : 1 а изгубили су од Малавија резултатом 4 : 2 у реваншу. На Афричком првенству за жене марта 2010. године изгубиле су у претколу, победиле су Габон код куће и у гостима са 2 : 1 и 3 : 1. У првом колу против Нигерије, изгубили су оба меча резултатом 1 : 2 и 1 : 3. Обала Слоноваче није имала тим који би се такмичио на Олимпијским играма у Африци 2011. године.
Репрезентација је тренирала у Абиџану. Од 2006. године, земља није имала екипу испод 17 или 20 година. У јуну 2012, тим је био рангиран на 67. месту у свету од стране ФИФА и 6. најбољи тим у КАФ. Ово је био напредак за четири места у односу на март 2012. када су били на 71. месту на свету. Најлошији пласман тима у историји био је 2011. када су били на 136. месту на свету. Остале ранг-листе укључују 73 у 2006, 75 у 2007, 74 у 2008, 92 у 2009, и 77 у 2010.
На афричком првенству за жене 2014. године, Обала Слоноваче је изненадила све проласком у полуфинале, а касније је остварила велики успех победивши Јужну Африку, што је резултирало да први пут наступе на Светском првенству за жене у Канади 2015. године. На каснијем турниру, Светском првенству, елиминисани су са три укупна пораза од Немачке (0 : 10), Тајланда (2 : 3) и Норвешке (1 : 3). Упркос томе што су изгубили све утакмице, гол Анжа Н'Гесана у утакмици са Норвешком проглашен је за један од десет најбољих голова на целом турниру.

## Такмичарски рекорд

### Светско првенство за жене
| Светско првенство у фудбалу за жене − резултати | Светско првенство у фудбалу за жене − резултати | Светско првенство у фудбалу за жене − резултати | Светско првенство у фудбалу за жене − резултати | Светско првенство у фудбалу за жене − резултати | Светско првенство у фудбалу за жене − резултати | Светско првенство у фудбалу за жене − резултати | Светско првенство у фудбалу за жене − резултати | Светско првенство у фудбалу за жене − резултати |
| Година                                          | Резултат                                        | Позиција                                        | Ута                                             | Поб                                             | Нер                                             | Изг                                             | ГД                                              | ГП                                              |
| ----------------------------------------------- | ----------------------------------------------- | ----------------------------------------------- | ----------------------------------------------- | ----------------------------------------------- | ----------------------------------------------- | ----------------------------------------------- | ----------------------------------------------- | ----------------------------------------------- |
| 1991                                            | Нису учествовале                                | Нису учествовале                                | Нису учествовале                                | Нису учествовале                                | Нису учествовале                                | Нису учествовале                                | Нису учествовале                                | Нису учествовале                                |
| 1995                                            | Нису учествовале                                | Нису учествовале                                | Нису учествовале                                | Нису учествовале                                | Нису учествовале                                | Нису учествовале                                | Нису учествовале                                | Нису учествовале                                |
| 1999                                            | Нису учествовале                                | Нису учествовале                                | Нису учествовале                                | Нису учествовале                                | Нису учествовале                                | Нису учествовале                                | Нису учествовале                                | Нису учествовале                                |
| 2003                                            | Нису се квалификовале                           | Нису се квалификовале                           | Нису се квалификовале                           | Нису се квалификовале                           | Нису се квалификовале                           | Нису се квалификовале                           | Нису се квалификовале                           | Нису се квалификовале                           |
| 2007                                            | Нису се квалификовале                           | Нису се квалификовале                           | Нису се квалификовале                           | Нису се квалификовале                           | Нису се квалификовале                           | Нису се квалификовале                           | Нису се квалификовале                           | Нису се квалификовале                           |
| 2011                                            | Нису се квалификовале                           | Нису се квалификовале                           | Нису се квалификовале                           | Нису се квалификовале                           | Нису се квалификовале                           | Нису се квалификовале                           | Нису се квалификовале                           | Нису се квалификовале                           |
| 2015                                            | Групна фаза                                     | 23.                                             | 3                                               | 0                                               | 0                                               | 3                                               | 3                                               | 16                                              |
| 2019                                            | Нису се квалификовале                           | Нису се квалификовале                           | Нису се квалификовале                           | Нису се квалификовале                           | Нису се квалификовале                           | Нису се квалификовале                           | Нису се квалификовале                           | Нису се квалификовале                           |
| 2023                                            | Нису се квалификовале                           | Нису се квалификовале                           | Нису се квалификовале                           | Нису се квалификовале                           | Нису се квалификовале                           | Нису се квалификовале                           | Нису се квалификовале                           | Нису се квалификовале                           |
| Укупно                                          | 1/9                                             | -                                               | 3                                               | 0                                               | 0                                               | 3                                               | 3                                               | 16                                              |

| Светско првенство у фудбалу за жене − резултати | Светско првенство у фудбалу за жене − резултати | Светско првенство у фудбалу за жене − резултати | Светско првенство у фудбалу за жене − резултати | Светско првенство у фудбалу за жене − резултати | Светско првенство у фудбалу за жене − резултати |
| Година                                          | Коло                                            | Датум                                           | Противник                                       | Резултат                                        | Стадион                                         |
| ----------------------------------------------- | ----------------------------------------------- | ----------------------------------------------- | ----------------------------------------------- | ----------------------------------------------- | ----------------------------------------------- |
| 2015                                            | Групна фаза                                     | 7. јун                                          | Немачка                                         | И 0 : 10                                        | ТД плејс, Отава                                 |
| 2015                                            | Групна фаза                                     | 11. јун                                         | Тајланд                                         | И 2 : 3                                         | ТД плејс, Отава                                 |
| 2015                                            | Групна фаза                                     | 15. јун                                         | Норвешка                                        | И 1 : 3                                         | Стадион Монктон, Монктон                        |

#### Олимпијске игре
| Олимпијске игре − резултати | Олимпијске игре − резултати | Олимпијске игре − резултати | Олимпијске игре − резултати | Олимпијске игре − резултати | Олимпијске игре − резултати | Олимпијске игре − резултати | Олимпијске игре − резултати | Олимпијске игре − резултати | Олимпијске игре − резултати |
| Година                      | Резултат                    | Ута                         | Поб                         | Нер*                        | Изг                         | ГД                          | ГП                          | ГР                          |                             |
| --------------------------- | --------------------------- | --------------------------- | --------------------------- | --------------------------- | --------------------------- | --------------------------- | --------------------------- | --------------------------- | --------------------------- |
| 1996                        | Нису се квалификовале       | Нису се квалификовале       | Нису се квалификовале       | Нису се квалификовале       | Нису се квалификовале       | Нису се квалификовале       | Нису се квалификовале       | Нису се квалификовале       |                             |
| 2000                        | Нису се квалификовале       | Нису се квалификовале       | Нису се квалификовале       | Нису се квалификовале       | Нису се квалификовале       | Нису се квалификовале       | Нису се квалификовале       | Нису се квалификовале       |                             |
| 2004                        | Нису се квалификовале       | Нису се квалификовале       | Нису се квалификовале       | Нису се квалификовале       | Нису се квалификовале       | Нису се квалификовале       | Нису се квалификовале       | Нису се квалификовале       |                             |
| 2008                        | Нису се квалификовале       | Нису се квалификовале       | Нису се квалификовале       | Нису се квалификовале       | Нису се квалификовале       | Нису се квалификовале       | Нису се квалификовале       | Нису се квалификовале       |                             |
| 2012                        | Нису се квалификовале       | Нису се квалификовале       | Нису се квалификовале       | Нису се квалификовале       | Нису се квалификовале       | Нису се квалификовале       | Нису се квалификовале       | Нису се квалификовале       |                             |
| 2016                        | Нису се квалификовале       | Нису се квалификовале       | Нису се квалификовале       | Нису се квалификовале       | Нису се квалификовале       | Нису се квалификовале       | Нису се квалификовале       | Нису се квалификовале       |                             |
| 2020                        | Нису се квалификовале       | Нису се квалификовале       | Нису се квалификовале       | Нису се квалификовале       | Нису се квалификовале       | Нису се квалификовале       | Нису се квалификовале       | Нису се квалификовале       |                             |
| Укупно                      | 0/7                         | 0                           | 0                           | 0                           | 0                           | 0                           | 0                           | 0                           |                             |

*Жребови укључују утакмице где је одлука пала извођењем једанаестераца.

### Афрички Куп нација у фудбалу за жене
| Афрички Куп нација − резултати | Афрички Куп нација − резултати | Афрички Куп нација − резултати | Афрички Куп нација − резултати | Афрички Куп нација − резултати | Афрички Куп нација − резултати | Афрички Куп нација − резултати | Афрички Куп нација − резултати |                                |
| Година                         | Резултат                       | Утакмица                       | Победа                         | Нерешено                       | Изгубљено                      | ГД                             | ГП                             |                                |
| ------------------------------ | ------------------------------ | ------------------------------ | ------------------------------ | ------------------------------ | ------------------------------ | ------------------------------ | ------------------------------ | ------------------------------ |
| 1991                           | Нису учествовале               | Нису учествовале               | Нису учествовале               | Нису учествовале               | Нису учествовале               | Нису учествовале               | Нису учествовале               | Нису учествовале               |
| 1995                           | Нису учествовале               | Нису учествовале               | Нису учествовале               | Нису учествовале               | Нису учествовале               | Нису учествовале               | Нису учествовале               | Нису учествовале               |
| 1998                           | Нису учествовале               | Нису учествовале               | Нису учествовале               | Нису учествовале               | Нису учествовале               | Нису учествовале               | Нису учествовале               | Нису учествовале               |
| 2000                           | Нису учествовале               | Нису учествовале               | Нису учествовале               | Нису учествовале               | Нису учествовале               | Нису учествовале               | Нису учествовале               | Нису учествовале               |
| 2002                           | Нису се квалификовале          | Нису се квалификовале          | Нису се квалификовале          | Нису се квалификовале          | Нису се квалификовале          | Нису се квалификовале          | Нису се квалификовале          | Нису се квалификовале          |
| 2004                           | Нису учествовале               | Нису учествовале               | Нису учествовале               | Нису учествовале               | Нису учествовале               | Нису учествовале               | Нису учествовале               | Нису учествовале               |
| 2006                           | Нису се квалификовале          | Нису се квалификовале          | Нису се квалификовале          | Нису се квалификовале          | Нису се квалификовале          | Нису се квалификовале          | Нису се квалификовале          | Нису се квалификовале          |
| 2008                           | Нису се квалификовале          | Нису се квалификовале          | Нису се квалификовале          | Нису се квалификовале          | Нису се квалификовале          | Нису се квалификовале          | Нису се квалификовале          | Нису се квалификовале          |
| 2010                           | Нису се квалификовале          | Нису се квалификовале          | Нису се квалификовале          | Нису се квалификовале          | Нису се квалификовале          | Нису се квалификовале          | Нису се квалификовале          | Нису се квалификовале          |
| 2012                           | Групна фаза                    | 3                              | 1                              | 0                              | 2                              | 7                              | 7                              |                                |
| 2014                           | Треће место                    | 5                              | 2                              | 1                              | 2                              | 8                              | 8                              |                                |
| 2016                           | Нису се квалификовале          | Нису се квалификовале          | Нису се квалификовале          | Нису се квалификовале          | Нису се квалификовале          | Нису се квалификовале          | Нису се квалификовале          | Нису се квалификовале          |
| 2018                           | Нису се квалификовале          | Нису се квалификовале          | Нису се квалификовале          | Нису се квалификовале          | Нису се квалификовале          | Нису се квалификовале          | Нису се квалификовале          | Нису се квалификовале          |
| 2020                           | Отказано због пандемије ковида | Отказано због пандемије ковида | Отказано због пандемије ковида | Отказано због пандемије ковида | Отказано због пандемије ковида | Отказано због пандемије ковида | Отказано због пандемије ковида | Отказано због пандемије ковида |
| 2022                           | Нису се квалификовале          | Нису се квалификовале          | Нису се квалификовале          | Нису се квалификовале          | Нису се квалификовале          | Нису се квалификовале          | Нису се квалификовале          | Нису се квалификовале          |
| Укупно                         | 2/13                           | 8                              | 3                              | 1                              | 4                              | 15                             | 15                             |                                |